# Glocknerwand
Glocknerwand ([ˈɡlɔknɐˌvant]ⓘ) – szczyt w grupie Glocknergruppe, w Wysokich Taurach w Alpach Wschodnich.
Glocknerwand oddzielony jest od Grossglocknera przez przełęcz Untere Glocknerscharte. Wejście na niego jest trudniejsze niż na Grossglocknera, powodem tego jest gorsza jakość skały, większa kruchość. Szczyt ten nie jest zbyt popularny, ponieważ większość wspinaczy chce zdobyć najwyższy szczyt, położonego w pobliżu Grossglocknera. W Glocknerwand znajduje się 7 wierzchołków: 
- Pöschlturm (3721m),
- Hörtnagelturm (3719m),
- Hofmannspitze (3711m),
- Peterkaturm (3711m),
- Weitzenböckturm (3702m),
- Draschturm (3701m),
- Gerinturm (3700m).

Pierwszego wejścia, 3 września 1872 r., dokonali Josef Pöschl, Josef Kerer i Peter Groder.